# Championnat de Suisse masculin de basket-ball 2019-2020
Navigation
Saison 2018-2019 Saison 2020-2021
La saison 2019-2020 de SB League Men (SBL Men - ex-LNA) est la 85e édition du championnat de Suisse de basket-ball.
Le 13 mars 2020, la saison s'est prématurément  terminée en raison de la pandémie de coronavirus .

## Format de compétition
Les 12 équipes s'affrontent en match aller-retour soit 22 match par équipe.
Les équipes classées du 1er au 6ème rang disputent la phase intermédiaire places 1 à 6.
Les équipes classées du 7ème au 12ème rang disputent la phase intermédiaire places 7 à 12.

### Phase Intermédiaire place 1 à 6
Les équipes se rencontrent en matches aller simple selon le classement au terme de la phase préliminaire et débutent cette phase de la compétition avec les points acquis lors de la phase préliminaire.
Toutes les équipes participent aux play-offs pour le titre.

### Phase Intermédiaire place 7 à 12
Les équipes se rencontrent en matches aller simple selon le classement au terme de la phase préliminaire et débutent cette phase de la compétition avec les points acquis lors de la phase préliminaire.
Les équipes classées du 7ème au 8ème rang participent aux play-offs pour le titre.
Aucune équipe reléguée.

### Playoff
Les quarts de finale, les demi-finales et la finale se joue au meilleur des cinq matchs.
Cependant, en raison de la pandémie de coronavirus, la ligue s'est terminée avec deux tours de la saison régulière sans être joué.

## Équipes
La ligue est composée de 12 équipes à la suite de la promotion du BBC Nyon, champion de deuxième division.
| Équipe               | Emplacement |
| -------------------- | ----------- |
| BC Boncourt Red Team | Boncourt    |
| FR Olympic           | Fribourg    |
| Lions de Genève      | Genève      |
| AB Lugano Tigers     | Lugano      |
| BBC Monthey-Chablais | Monthey     |
| BBC Nyon             | Nyon        |
| Pully Lausanne Foxes | Pully       |
| Vevey Riviera Basket | Vevey       |
| Spinelli Massagno    | Massagno    |
| Starwings            | Bâle        |
| Swiss Central Basket | Lucerne     |
| Union Neuchâtel      | Neuchâtel   |

## Saison régulière

### Classement saison régulière
| Rang | Équipe                       | Pts | J  | G  | P  | Pp   | Pc   | Diff |
| ---- | ---------------------------- | --- | -- | -- | -- | ---- | ---- | ---- |
| 1    | FR Olympic                   | 39  | 20 | 19 | 1  | 1806 | 1384 | 422  |
| 2    | Union NE                     | 38  | 20 | 18 | 2  | 1639 | 1401 | 238  |
| 3    | Lions de Genève              | 36  | 20 | 16 | 4  | 1705 | 1399 | 306  |
| 4    | SAM Basket Massagno          | 34  | 20 | 14 | 6  | 1781 | 1622 | 159  |
| 5    | BBC Monthey-Chablais         | 31  | 20 | 11 | 9  | 1530 | 1469 | 61   |
| 6    | Vevey Riviera Basket         | 28  | 20 | 8  | 12 | 1529 | 1571 | -42  |
| 7    | BC Boncourt Red Team         | 28  | 20 | 8  | 12 | 1663 | 1757 | -94  |
| 8    | AB Lugano Tigers             | 26  | 20 | 6  | 14 | 1559 | 1645 | -86  |
| 9    | Starwings Basket Regio Basel | 26  | 20 | 6  | 14 | 1423 | 1618 | -195 |
| 10   | BBC Nyon                     | 26  | 20 | 6  | 14 | 1471 | 1683 | -212 |
| 11   | Pully Lausanne Foxes         | 26  | 20 | 6  | 14 | 1470 | 1679 | -209 |
| 12   | Swiss Central Basket         | 22  | 20 | 2  | 18 | 1513 | 1861 | -348 |

- phase intermédiaire 1-6
- phase intermédiaire 7-12

## Playoff
|  | Quarts de finale | Quarts de finale | Quarts de finale | Quarts de finale | Quarts de finale | Quarts de finale | Quarts de finale |  |  | Demi-finales | Demi-finales | Demi-finales | Demi-finales | Demi-finales | Demi-finales | Demi-finales |  |  | Finale | Finale | Finale | Finale | Finale | Finale | Finale |
|  |                  |                  |                  |                  |                  |                  |                  |  |  |              |              |              |              |              |              |              |  |  |        |        |        |        |        |        |        |
|  | 1                |                  |                  |                  |                  |                  |                  |  |  |              |              |              |              |              |              |              |  |  |        |        |        |        |        |        |        |
|  | 8                |                  |                  |                  |                  |                  |                  |  |  |              |              |              |              |              |              |              |  |  |        |        |        |        |        |        |        |
|  |                  |                  |                  |                  |                  |                  |                  |  |  |              |              |              |              |              |              |              |  |  |        |        |        |        |        |        |        |
|  |                  |                  |                  |                  |                  |                  |                  |  |  |              |              |              |              |              |              |              |  |  |        |        |        |        |        |        |        |
|  |                  |                  |                  |                  |                  |                  |                  |  |  |              |              |              |              |              |              |              |  |  |        |        |        |        |        |        |        |
|  | 4                |                  |                  |                  |                  |                  |                  |  |  |              |              |              |              |              |              |              |  |  |        |        |        |        |        |        |        |
|  |                  |                  |                  |                  |                  |                  |                  |  |  |              |              |              |              |              |              |              |  |  |        |        |        |        |        |        |        |
|  | 5                |                  |                  |                  |                  |                  |                  |  |  |              |              |              |              |              |              |              |  |  |        |        |        |        |        |        |        |
|  |                  |                  |                  |                  |                  |                  |                  |  |  |              |              |              |              |              |              |              |  |  |        |        |        |        |        |        |        |
|  |                  |                  |                  |                  |                  |                  |                  |  |  |              |              |              |              |              |              |              |  |  |        |        |        |        |        |        |        |
|  | 2                |                  |                  |                  |                  |                  |                  |  |  |              |              |              |              |              |              |              |  |  |        |        |        |        |        |        |        |
|  | 7                |                  |                  |                  |                  |                  |                  |  |  |              |              |              |              |              |              |              |  |  |        |        |        |        |        |        |        |
|  |                  |                  |                  |                  |                  |                  |                  |  |  |              |              |              |              |              |              |              |  |  |        |        |        |        |        |        |        |
|  |                  |                  |                  |                  |                  |                  |                  |  |  |              |              |              |              |              |              |              |  |  |        |        |        |        |        |        |        |
|  |                  |                  |                  |                  |                  |                  |                  |  |  |              |              |              |              |              |              |              |  |  |        |        |        |        |        |        |        |
|  | 3                |                  |                  |                  |                  |                  |                  |  |  |              |              |              |              |              |              |              |  |  |        |        |        |        |        |        |        |
|  |                  |                  |                  |                  |                  |                  |                  |  |  |              |              |              |              |              |              |              |  |  |        |        |        |        |        |        |        |
|  | 6                |                  |                  |                  |                  |                  |                  |  |  |              |              |              |              |              |              |              |  |  |        |        |        |        |        |        |        |

## Clubs engagés en Coupe d'Europe

### EuroLigue
Aucun club suisse ne participe à cette compétition.

### EuroCoupe
Aucun club suisse ne participe à cette compétition.

### Ligue des Champions
| Équipe                  | Qualifications           | Qualifications | Saison régulière | Saison régulière | Playoffs | Playoffs       | Bilan général  |
| Équipe                  | Résultat                 | Vic-Déf (%Vic) | Résultat         | Vic-Déf (%Vic)   | Stade    | Vic-Déf (%Vic) | Vic-Déf (%Vic) |
| ----------------------- | ------------------------ | -------------- | ---------------- | ---------------- | -------- | -------------- | -------------- |
| Fribourg Olympic Basket | Éliminé au deuxième tour | 1 - 3 (25%)    | Éliminé          | Éliminé          | Éliminé  | Éliminé        | 1 - 3 (25%)    |

### Coupe d'Europe FIBA
| Équipe                  | Qualifications                          | Qualifications                          | Saison régulière | Saison régulière | Playoffs | Playoffs       | Bilan général  |
| Équipe                  | Résultat                                | Vic-Déf (%Vic)                          | Résultat         | Vic-Déf (%Vic)   | Résultat | Vic-Déf (%Vic) | Vic-Déf (%Vic) |
| ----------------------- | --------------------------------------- | --------------------------------------- | ---------------- | ---------------- | -------- | -------------- | -------------- |
| Fribourg Olympic Basket | Directement reversé en saison régulière | Directement reversé en saison régulière | 3e du groupe D   | 2 - 4 (33%)      | Éliminé  | Éliminé        | 2 - 4 (33%)    |